# Abax sinus
Abax sinus är en skalbaggsart som beskrevs av Hendrik Freitag. Abax sinus ingår i släktet Abax och familjen jordlöpare. Inga underarter finns listade i Catalogue of Life.